# الحرب العثمانية المملوكية (1485-1491)
وقعت الحرب العثمانية المملوكية من عام 1485 إلى 1491م، حين غزت الإمبراطورية العثمانية أراضي الأناضول وسوريا التابعة لسلطنة المماليك. كانت هذه الحرب حدثًا أساسيًا في الكفاح العثماني للسيطرة على الشرق الأوسط. بعد عدة مواجهات، انتهت الحرب بطريقٍ مسدود ووقُعت معاهدة سلام عام 1491، استُرد بموجبها الوضع السابق للحرب. استمرت الهدنة لحين دخول العثمانيين والمماليك في حربٍ أخرى عام 1516 – 1517؛ في تلك الحرب هزم العثمانيون المماليك وأخضعوهم.

## العمليات العسكرية
بدأ النزاع حين هاجم بوذقارد أمير إمارة ذو القدر (يُدعى أيضًا علاء الدولة) مدينة ملطية المملوكية، بدعم من بايزيد. قاوم المماليك الهجوم، ورغم خسارتهم للمعركة الأولى إلا أنهم هزموا علاء الدولة وحلفائه العثمانيين في النهاية.

### الهجوم العثماني لعام 1485
في عام 1485 أطلق بايزيد هجومًا بريًا وبحريًا على المماليك. بقيادة حاكم قرامان الجديد، محمد باشا كاراغوز، أخضعت القوات العثمانية، المُستقدمة بمعظمها من القوات الإقليمية، قبيلتي تورغودلو وفاساك المتمردتين واستولت على العديد من الحصون في قيليقيا. هُزم جيش محمد باشا كاراغوز من قِبل المماليك في معركة خارج أضنة في 9 فبراير 1486. أُرسل بايزيد تعزيزات من إسطنبول، من ضمنها جيش الانكشارية، تحت قيادة زوج ابنته، أحمد باشا الهرسكي، لكن الجيش العثماني المشترك هُزم مرة أخرى قبل أضنة في 15 مارس. فر محمد باشا من الميدان، في حين أُسر أحمد الهرسكي، وعادت قيليقيا إلى سيطرة المماليك.

### الهجوم العثماني لعام 1487
في عام 1487، أرسل العثمانيون مرة أخرى جيشًا كبيرًا مؤلفًا من عدد ضخم من وحدات الجيش النظامي والانكشارية، مدعومًا بأسطول إمارة ذو القدر وقواتها، وبقيادة الصدر الأعظم داود باشا. على أي حال، تجنب داود باشا العمليات العسكرية ضد المماليك، مركزًا قواته بدلًا من ذلك على قمع تمردات قبيلتي تورغودلو وفاساك، مؤمنًا طريقه.

### الهجوم العثماني لعام 1488
في عام 1488، أطلق العثمانيون هجومًا كبيرًا، برًا وبحرًا: كانت القوى البحرية بقيادة أحمد باشا الهرسكي، المحُرر من الأسر، والجيش بقيادة حاكم الروملي، علي باشا الخادم. في هذه المرة، طلب العثمانيون من الفينيسيين استخدام مرفأ فاماغوستا لإمداد قواتهم بحرًا، لكن الفينيسيين رفضوا الطلب وأرسلوا أسطولًا إلى قبرص للحراسة ضد رسو عثماني. طلب المماليك أيضًا مساعدة بحرية من القوى الإيطالية، لكنهم خُذلوا بالمثل. انتقل الأسطول العثماني بعدها إلى الإسكندرونة، آملًا اعتراض قوات المماليك عند مجيئهم من سوريا، في حين أمّن الجيش العثماني، بتعداد 60,000 رجل تقريبًا، السيطرة على قيليقيا. لكن عاصفة هوجاء أخرى دمرت الأسطول، وتمكن المماليك من التقدم إلى قيليقيا. التقى الجيشان في أغاشاريي قرب أضنة في 26 أغسطس 1488. في البداية، أحرز العثمانيون تقدمًا جيدًا على جناحهم اليساري، لكن جناح الجيش الأيمن قد أُبعد. حين فر جنود القرامان من ساحة المعركة، أُجبر العثمانيون على الانسحاب، متنازلين عن الميدان والنصر إلى المماليك.
انسحب الجيش العثماني إلى قرامان لاستعادة صفوفه، متكبدًا المزيد من الخسائر أمام هجمات القبائل التركمانية. استُدعي معظم قادته الإقليميين إلى القسطنطينية وسُجنوا في حصن الروملي. في غضون ذلك، فرض المماليك حصارًا على أضنة، سقط بعد ثلاثة أشهر. تمكن أحمد باشا الهرسكي من تحقيق نصر صغير من خلال تدمير فصيلة مملوكية، لكن قيليقيا كانت في أيدي المماليك بشكل محكم. الأهم من ذلك، بدأ التركمان، حلفاء العثمانيين، بتغيير ميولهم نحو المماليك، من بينهم علاء الدولة، فاستُعيد بذلك خطٌ من الدول العازلة ذات التوجه المملوكي على طول الحدود.

### الهجوم المملوكي 1490
في عام 1490، عاد المماليك مرة أخرى إلى شن الهجمات، بتقدمهم إلى قرامان وفرضهم حصارًا على قيصري. حالما سار أحمد باشا الهرسكي في وجههم مع جيش المساعدة، رفعوا الحصار وعادوا إلى قيليقيا. بحلول هذا الوقت كان المماليك مرهقين من الحرب وعبئها المالي الثقيل، في حين زاد قلق العثمانيين إزاء حملة صليبية محتملة موجهة ضدهم. بذلك كانت القوتان حريصتان على تسوية النزاع غير المحسوم. وُقعت معاهدة ثبتت حدودهما المشتركة في ممر غوليك في جبال طوروس، وتُرك السهل القيليقي للمماليك.

### تحليل
استطاع العثمانيون الانتصار على المماليك بحرًا، لكن برًّا قاوم المماليك العثمانيين بنجاح، بفضل سلسلة من الحصون في الأناضول وسوريا، وإمارات ذو القدر العازلة، بقيادة بوذقارد أمير إمارة ذو القدر المتمركزة في البستان ومرعش. امتلك العثمانيون قوة عسكرية أكبر، لكنهم أُضعفوا بسبب الخصومات الداخلية وافتقارهم لقيادة مركزية قوية من قِبل السلطان بايزيد، الذي مكث في القسطنطينية.
طيلة فترة النزاع، تميز الجيش المملوكي باستخدام سلاح فرسان بارع من البدو بالإضافة إلى الجيش التقليدي، في حين اعتمد العثمانيون على الجيش التقليدي فقط، مع سلاح فرسان خفيف ضمن وحدات المشاة.

### الأثر على إسبانيا وبنو نصر
التمست سلالة بنو نصر في غرناطة المساعدة العثمانية ضد الإسبان، لكن السلطان بايزيد لم يتمكن إلا من إرسال دعم محدود بسبب انخراطه في النزاع العثماني المملوكي. أُقيمت العلاقات النصرية العثمانية، وأُرسل أسطول تحت قيادة كمال ريس إلى سواحل إسبانيا. انتهى الأمر بكون الدعم العثماني غير كاف، فكان سببًا جزئيًا لسقوط غرناطة في عام 1492.